# Haverfordwest Castle
Haverfordwest Castle är ett slott i Storbritannien.   Det ligger i kommunen Pembrokeshire och riksdelen Wales, i den södra delen av landet, 300 km väster om huvudstaden London. Haverfordwest Castle ligger 21 meter över havet.
Terrängen runt Haverfordwest Castle är huvudsakligen platt. Haverfordwest Castle ligger nere i en dal. Runt Haverfordwest Castle är det ganska tätbefolkat, med 70 invånare per kvadratkilometer. Närmaste större samhälle är Haverfordwest, 0,11 km sydost om Haverfordwest Castle. Trakten runt Haverfordwest Castle består i huvudsak av gräsmarker.